# Senator International
Senator International mit der Muttergesellschaft Senator International Spedition GmbH ist ein Logistik- und Speditionsunternehmen. Sitz der Zentrale ist Hamburg. Weltweit arbeiten im Unternehmensnetzwerk mehr als 1.700 Mitarbeiter in 65 Büros und Niederlassungen in 20 Ländern.

## Unternehmensgeschichte

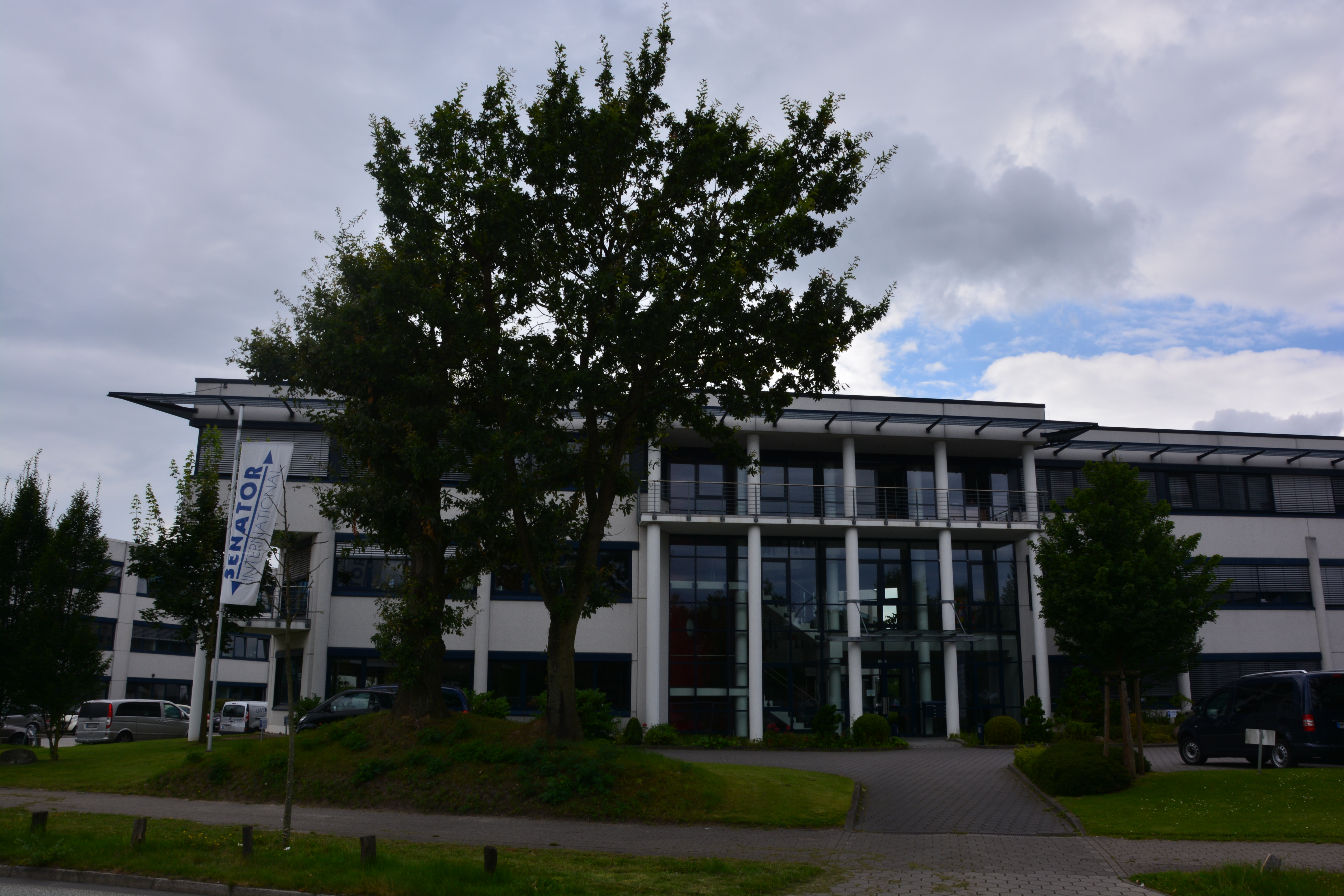
Zentrale des Unternehmens in Hamburg-Groß Borstel

Uwe Kirschbaum gründete das Unternehmen 1984 als Senator Airfreight GmbH in Hamburg. Seit 1995 bietet das Unternehmen auch Seefrachtdienste an. 1998 übernahm die Senator Airfreight GmbH die Inter Forward Air & Sea GmbH. Zudem wurde die Firmierung des Unternehmens in Senator International Spedition GmbH, kurz SENATOR International, geändert.
Bereits 1984 wurden weitere Niederlassungen in München und Münster eröffnet. 1994 folgten die ersten Büros im Ausland, namentlich London und Manchester. Mitte der 1990er Jahre wurde eine Verpackungsgesellschaft mit Standorten in Augsburg und Witten (heute: Senator International Verpackungs-GmbH) übernommen. 1999 kamen mit Niederlassungen in den USA die ersten Standorte außerhalb Europas hinzu. Ab 2003 folgten Vertretungen in Südamerika und Ostasien. Seit 2012 ist Senator auch in Südafrika vertreten.
Zusammen mit der Andreas Schmid Logistik AG gründete Senator International 2006 ein Joint Venture, die BLS Bavarian Logistics Solutions GmbH.

## Dienstleistungen
Senator International bietet Dienstleistungen im Bereich der Transportlogistik an. Schwerpunkt sind dabei Transporte zur See und in der Luft. Weitere Arbeitsfelder sind Logistics, besondere Logistikdienste für die Automobilindustrie (Automotive), Projektspeditionsdienste, Event- und Messelogistik, Verpackungsdienste und Versicherungen. Aus der Nachfrage nach kombinierten See- und Luftfrachtdiensten entstand der Bereich Sea-Air. Außerdem steht ein Team für die Abwicklung besonderer Zollformalitäten im Handel mit den Vereinigten Staaten bereit, ebenso ein Spezialdienst zur Erfüllung von Anforderungen der United States Customs and Border Protection (Importer Security Filing Programms).
Seit 2016 bietet das Unternehmen eigenkontrollierte Direktflüge über den Atlantik an. Dazu zählen Linienverbindungen zwischen Frankfurt-Hahn (HHN) und Greenville-Spartanburg (GSP), zwischen Frankfurt (FRA) und Chicago (RFD) sowie zwischen Frankfurt (FRA) und Mexiko-Stadt (MEX). Vergleichbare Flüge bietet es auch zwischen Frankfurt-Hahn (HHN) und Johannesburg (JNB) sowie zwischen Frankfurt-Hahn (HHN) und Singapur (SIN).
Als eine Alternative zur Luft- und Seefracht offeriert das Unternehmen auch Bahntransporte zwischen Europa und Asien. Diese haben wöchentliche Abfahrten und feste Laufzeiten.

## Strukturen und Zahlen

### Organisation
Die größte Gesellschaft ist die Muttergesellschaft Senator International Spedition GmbH. Das Unternehmen ist derzeit (Dezember 2019) an 21 Unternehmen mit mindestens 20 Prozent beteiligt, 14 Unternehmen werden im Abschluss der Senator International Spedition GmbH vollkonsolidiert. Anteile an den Gesellschaften in Europa und Asien werden von der Senator International Spedition GmbH gehalten. Die Senator International Spedition GmbH hält derzeit zudem 45 Prozent an der Senator International Holding LLC in Miami. Diese amerikanische Holding besitzt ihrerseits – teils auch mittelbar – neun Beteiligungen in acht Ländern.
Der Umsatz der Senator International Spedition GmbH belief sich 2019 auf 405 Mio. Euro, 2018 lag er bei 365 Mio. Euro.

### Eigentümerschaft
Senator International war bis Ende 2021 ein Familienunternehmen. Tim-Oliver Kirschbaum, Philipp Christian Kirschbaum und Julia Alexandra Kirschbaum hielten je 30 Prozent der Anteile, der Gründer Uwe Kirschbaum 10 Prozent.  Im November 2021 wurde bekannt gegeben, dass Senator International von der dänischen Reederei A. P. Møller-Mærsk übernommen werden soll. Die Übernahme wurde im Juni 2022 abgeschlossen und hatte ein Gesamtvolumen von 644 Millionen Euro.

### Leitung und Mitarbeiter
Berndt Lindenmayer, Christian Speit, Hans-Ludger Körner und Sandra Bufe bilden die Geschäftsführung.
Im April 2021 zählten rund 1.700 Mitarbeiter zum Unternehmen. Für Aus- und Fortbildungszwecke verfügt Senator International über eine eigene Akademie.

### Standorte
Senator International ist an folgenden Standorten präsent (Stand: April 2021):
- Deutschland: Augsburg, Berlin, Düsseldorf, Frankfurt am Main, Hamburg, Hannover, Mannheim, München, Münster-Osnabrück, Nürnberg, Stuttgart, Ulm, Witten
- Europa: Amsterdam, London, Manchester, Madrid, Lyon
- Asien:
  - China:  Guangzhou, Hongkong, Ningbo, Peking, Qingdao, Shanghai, Shenyang, Shenzhen, Xiamen
  - Weitere: Bangkok, Chennai, Hanoi, Ho-Chi-Minh-Stadt, Jakarta, Laem Chabang, Singapur
- Nordamerika:
  - Kanada: Toronto
  - Vereinigte Staaten: Atlanta, Chicago, Greenville, Houston, Los Angeles, Miami, San Diego
  - Mexiko: Guadalajara, Mexiko-Stadt, Monterrey, Puebla, Querétaro
- Südamerika:
  - Brasilien: Curitiba, Santos, São Paulo
  - Chile: Puerto Montt, Santiago de Chile, Viña del Mar
  - Weitere: Buenos Aires, Bogotá, Lima
- Afrika: Johannesburg, Kapstadt

### Verbandsmitgliedschaften
Senator International gehörte 2000 zu den Gründern des Verbandes WIN (Worldwide Independent Network Association).

## Einzelbelege
1. ↑  Siehe hierzu die Informationen im Impressum  auf der Unternehmenswebsite (Abruf am 12. November 2021).
2. ↑  Senator International: Unser Netzwerk. Abgerufen am 26. Juli 2019.
3. 1 2  Mittelständler schließen Logistikehe. In: DVZ, Nr. 95 vom 10. August 2006.
4. ↑  Senator International. In: Firmendatenbank wer-zu-wem. Abgerufen am 30. Juli 2016.
5. ↑  Eintrag über die Senator Airfreight GmbH in den Handelsregister-Bekanntmachungen vom 5. September 1998.
6. ↑  Zur Standortentwicklung des Unternehmens siehe Cargo News, 1/2015, S. 4 f (Abruf am 30. Juli 2016).
7. ↑  Ein Toast auf die neue Halle, Westdeutsche Allgemeine Zeitung (Ausgabe Witten), 18. Juni 2009.
8. ↑  Senator International in China. In: DVZ, Nr. 50 vom 29. April 2004.
9. ↑  Die Spedition Senator International baut ihr weltweites Netz weiter aus. In: DVZ-Brief Nr. 37 vom 16. September 2005; Senator International in Indonesien. In: DVZ, Nr. 120 vom 8. Oktober 2005.
10. ↑  Senator opens new office in South Africa. In: Shippers Today, Vol. 36, No 2 (März–April 2013).
11. ↑  Mittelständler bündeln Kräfte. In: DVZ, Nr. 81 vom 8. Juli 2006.
12. ↑  Senator International Spedition GmbH: Konzernabschluss zum Geschäftsjahr vom 1. Januar 2014 bis zum 31. Dezember 2014, veröffentlicht im Bundesanzeiger am 18. Februar 2016.
13. ↑  Heiner Siegmund: Chapman-Freeborn and Senator International Fly Together. In: www.cargoforwarder.eu. 6. November, abgerufen am 13. Dezember 2016. Trevor Anderson: Senator International’s ‘bridge’ to Germany touches down at GSP. In: Upstate Business Journal. 6. November 2016, abgerufen am 13. Dezember 2016.
14. ↑  "SAB". EIGENE BRÜCKEN IN DIE WELT. In: senator-international.com/. Abgerufen am 31. Juli 2022.
15. ↑  Asia Rail Bridge, Abruf am 19. Oktober 2016.
16. ↑  Jahresabschluss zum Geschäftsjahr vom 01.01.2019 bis zum 31.12.2019. In: Bundesanzeiger Jahresabschlüsse, 11. November 2020.
17. ↑  Firmenprofil der Senator International Spedition GmbH, Bisnode (7. April 2021)
18. ↑  Natalia Jakubowska: A.P. Moller – Maersk schließt Übernahme von Senator International ab. In: trans.info. 6. Juni 2020, abgerufen am 31. Juli 2020.
19. ↑  SENATOR INTERNATIONAL – A Maersk company. In: senator-international.com. Abgerufen am 31. Juli 2022.
20. ↑  Senator Academy. In: senator-international.com. Abgerufen am 31. Juli 2022.
21. ↑  Unser Netzwerk (Abruf am 14. April 2021).
22. ↑  45 mittelständische Speditionshäuser haben sich zu der Worldwide Independent Network Association (Win) zusammengeschlossen. In: DVZ-Brief Nr. 7 vom 18. Februar 2000.